# Онуфрије Перцовски
Онуфрије Перцовски, или Онуфрије Вологдски је светитељ у лику преподобног Руске Православне Цркве.

## Биографија
О Онуфријевом детињству и световном животу практично нема сачуваних података, а остали биографски подаци о њему су веома оскудни и фрагментарни. Живео је крајем 15. – почетком 16. века. Онуфрије је са монахом Авксентијем основао 1499. године скит и цркву у име Свете Тројице, у близини Вологде, у округу Грјазовец, настанивши се у тамошњем, тада крајње пустом и пошумљеном месту.
Са смирењем су превазилазили многе потребе и лишавања сваке врсте и тиме вршили подвиге монаштва. Пустиња се звала Персова, а према другим писмима Перцова.
Испосница Перцова је још 1588. године додељена Корниљевско-Комелском манастиру, а 1764. године потпуно је затворена и претворена у парохијску цркву, у којој под покровом почивају мошти ктитора.
Успомена Онуфрија се празнује 12. (25.) јуна и у 3. недељу по Духовима у Сабору вологдских светих. 1999. године одржане су свечаности поводом 500-годишњице оснивања пустиње, служен је празнични молебан на дан сећања на светитеље – 12. јуна 1999. године служио је настојатељ Спасо-Прилутског манастира игуман Дионисије (Воздвиженски).